# Paracles brittoni
Paracles brittoni är en fjärilsart som beskrevs av Rothschild 1910. Paracles brittoni ingår i släktet Paracles och familjen björnspinnare. Inga underarter finns listade i Catalogue of Life.